# 威迪梭子蟹
威迪梭子蟹（学名：Portunus tweediei）为梭子蟹科梭子蟹属的动物。分布于菲律宾以及中国大陆的广东等地，常见于海水。